# Unité populaire (Chili)
Pour les articles homonymes, voir Unité populaire.
L'Unité populaire (en espagnol : Unidad Popular, abrégé en UP) est une coalition entre les partis de centre gauche et de gauche du Chili ayant pour but l'élection de Salvador Allende à la présidence de la République le 4 septembre 1970, et en remplacement du Front d'action populaire.

## Programme
Le programme de l'UP fut signé à Santiago, le 17 décembre 1969 par le Parti socialiste, le Parti communiste, le Parti social-démocrate, le Mouvement d'action populaire unitaire (MAPU) et l'Action populaire indépendante (API). La gauche chrétienne se joint à l'UP en 1970. L'Unité populaire fut aussi appuyée par la Fédération syndicale nationale et par la Centrale unique des travailleurs (CUT). Les partis politiques étaient représentés à la Commission politique de l'UP. Pour les sympathisants indépendants on mit en place les CUP (Comités de l'Unité Populaire).
Un des principaux problèmes fut la désignation du candidat de la gauche : Salvador Allende était le candidat logique (trois campagnes présidentielles : 1952, 1958 et 1964), mais le Parti Socialiste était réticent à le soutenir. Le Parti Communiste avait proposé comme candidat Pablo Neruda. Ce n'est que le 22 janvier 1970 que l'UP accepta la candidature d'Allende.

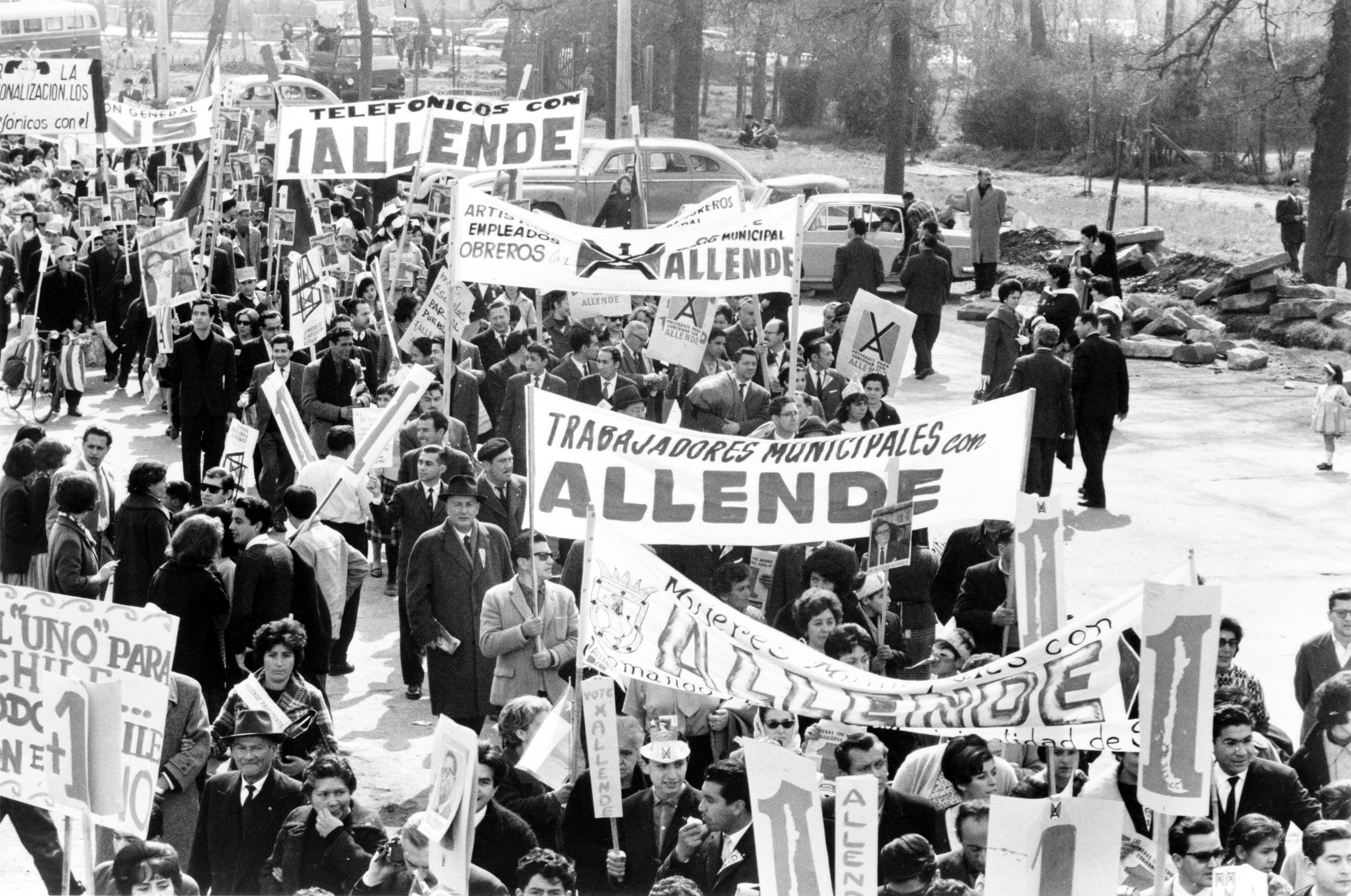
Marche en faveur d'Allende.

S'appuyant sur la critique de l'action gouvernementale d'Eduardo Frei Montalva, le programme de gouvernement de l'UP est détaillé dans Le programme de base de l'Unité Populaire et Les 40 premières mesures du Gouvernement Populaire. Cela permettait de concrétiser, en parallèle avec l'action d'Allende conseillé par Joan Garcés, la voie chilienne d'accession au socialisme («la revolucion con vino tinto y empanadas » selon la formule d'Allende). C'était postuler la possibilité pour un pays capitaliste sous-développé d'effectuer une transition démocratique et non-violente dans son cheminement vers le socialisme : cette étape faciliterait et créerait les conditions optimales pour arriver au socialisme. À cela s'ajoutait le respect de la légalité de l'État ; plus besoin de compter sur un parti unique puisque le processus pouvait s'appuyer sur une coalition de toutes les forces démocratiques qui souhaitaient des changements tant au niveau de la société que du fonctionnement démocratique. Sous certains aspects, c'était la tentative de créer un nouveau bloc hégémonique dans la lignée d'Antonio Gramsci. La voie chilienne au socialisme pensait l'établissement du socialisme par les instances étatiques chiliennes possible, et ne recourrait pas à la stratégie de la lutte armée qui s'était propagée en Amérique latine entre 1960 et 1970.

## Mesures
Les mesures du gouvernement furent la participation des travailleurs dans les entreprises (cogestion), l'accélération de la réforme agraire afin d'en finir avec les propriétés latifundiaires, l'augmentation des salaires, la nationalisation des banques et de certaines entreprises, la nationalisation du cuivre, et la distribution d'un demi-litre de lait par enfant chaque jour. L'opposition du Congrès National ne permit pas la création de trois niveaux de propriété : social, mixte et privée.
La première année, l'inflation passe de 35 % à 22,1 %, et le PIB progresse de 8,3 %. Le chômage diminue de moitié, et reste faible pendant toute la durée du gouvernement de l'Unidad Popular. De nouvelles libertés sont acquises, comme le droit au divorce (qui sera par la suite supprimé par la dictature militaire). Mais les réformes sociales impulsées par le gouvernement générèrent un déficit fiscal. Pour pouvoir continuer à financer ces réformes, le gouvernement opta pour l'impression de billets : ce qui eut pour conséquence, avec d'autres facteurs, d'alimenter l'inflation.
Cependant la UP fut divisée entre la voie légale d'accession au socialisme (définie par Allende, le Parti Communiste, les radicaux du Parti Socialiste et le MAPU) et la tentation d'une avancée plus radicale (défendue par certains courants du PS et du MAPU, et à l'extérieur de l'UP par le MIR).

## Évolution
De telles contradictions firent qu'en 1973 l'UP n'existait plus comme alliance politique effective : la relation entre les différentes composantes était paralysée, donc l'UP préféra les relations directes avec le président Allende.
Après le coup d'État du 11 septembre 1973, qui renversa l'Unidad Popular et mis en place une dictature militaire, le Comité Politique de l'Unité Populaire continua à exister en exil, mais sous forme symbolique ; chaque parti définit sa propre stratégie afin de lutter contre le Gouvernement Militaire. Cela n'empêcha pas l'existence d'un Secrétariat Exécutif Officiel établi en République Démocratique Allemande et dirigé par Clodomiro Almeyda.
L'UP connut une grave crise suite du fractionnement du Parti socialiste en 1979 et fut dissoute définitivement en 1980.

## Résultats électoraux de l'UP
- Résultat de l'élection présidentielle de 1970.

| Candidat                   | Parti/Coalition                   | Votes     | %      |
| Salvador Allende Gossens   | Unidad Popular (UP)               | 1 075 616 | 36,3 % |
| -------------------------- | --------------------------------- | --------- | ------ |
| Jorge Alessandri Rodríguez | Indépendant de droite             | 1 036 278 | 34,9 % |
| Radomiro Tomic             | Parti Démocrate-Chrétien du Chili | 824 849   | 27,9 % |
| Total des votes validés    |                                   | 2 946 743 |        |

- Résultat de l'élection à la Chambre des Députés de mars 1973.

| Parti          | Nombre de votes (en millier) et (%) | Nombre de députés (150 au total) |
| -------------- | ----------------------------------- | -------------------------------- |
| PSCh           | 687,6 (18,4 %)                      | 27                               |
| PCCh           | 587,8 (16,0 %)                      | 26                               |
| PR             | 134,2 (3,6 %)                       | 5                                |
| MAPU           | 90,7 (2,5 %)                        | 2                                |
| IC             | 43,5 (1,2 %)                        | 1                                |
| API            | 29,0 (0,8 %)                        | 2                                |
| Votes liste UP | 30,0 (0,8 %)                        | N/A                              |
| Total UP       | 1.602,8 (43,3 %)                    | 63                               |

## Hommage
Le 21 août 2015, 25 députés frondeurs de Syriza du premier ministre Aléxis Tsípras, en désaccord avec l'accord trouvé par celui-ci avec les créanciers du pays, annoncent que pour les élections législatives anticipées du 20 septembre, ils quittent Syriza et forment un nouveau parti, l'Unité populaire, en hommage à Salvador Allende et au parti qui l'avait conduit au pouvoir.